# フォリーニョ
フォリーニョ（伊: Foligno）は、イタリア共和国ウンブリア州ペルージャ県にある、人口約55,000人の基礎自治体（コムーネ）。県都ペルージャに次ぎ、県内第二位のコムーネ人口を持つ。

## 地理

### 位置・広がり
ペルージャ県南東部のコムーネである。スポレートから北へ約25km、州都・県都ペルージャから南東へ約31km、テルニから北北東へ約43kmの距離にある。

#### 隣接コムーネ
隣接するコムーネは以下の通り。括弧内のMCはマチェラータ県所属を示す。
- ヴァルトピーナ - 北東
- ノチェーラ・ウンブラ - 北東
- セッラヴァッレ・ディ・キエンティ (MC) - 東
- ヴィッソ (MC) - 東
- セッラーノ - 南東
- トレーヴィ - 南
- モンテファルコ - 南西
- ベヴァーニャ - 西
- スペッロ - 北西

### 気候分類・地震分類

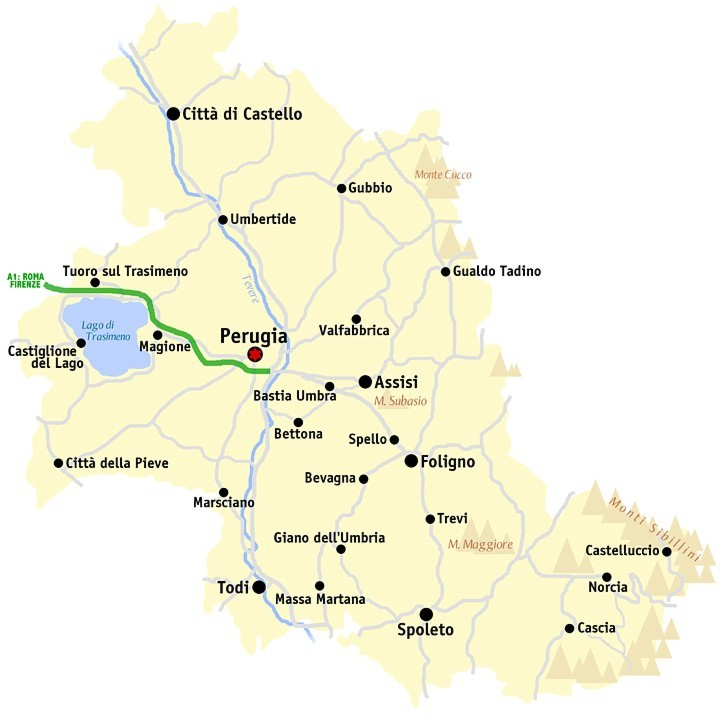
ペルージャ県概略図

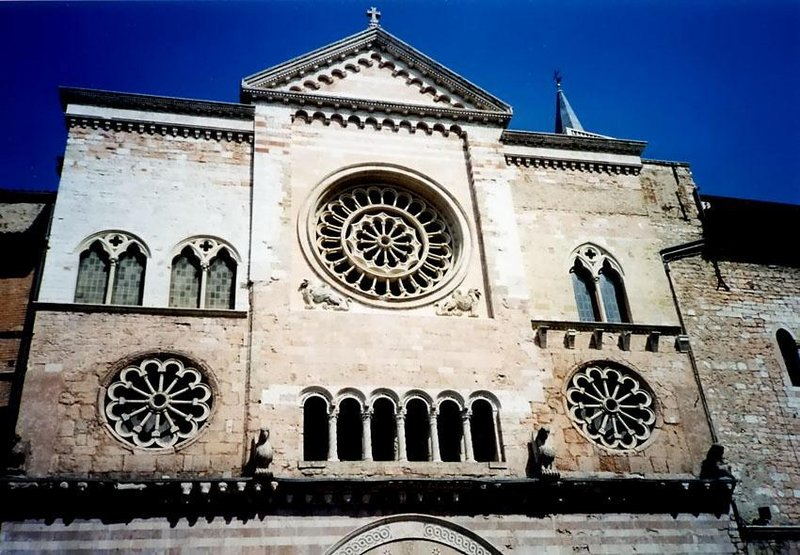
Facciata secondaria della Cattedrale di San Feliciano. Vista da Piazza della Repubblica

フォリーニョにおけるイタリアの気候分類 (it) および度日は、zona D, 1899 GGである。
また、イタリアの地震リスク階級 (it) では、zona 1 (sismicità alta) に分類される。

## 行政

### 分離集落
フォリーニョには以下の分離集落（フラツィオーネ）がある。
- Abbazia di Sassovivo, Acqua Santo Stefano, Afrile, Aghi, Ali, Altolina, Annifo, Arvello, Ascolano, Barri, Belfiore, Borgarella, Borroni, Budino, Camino, Cancellara, Cancelli, Cantagalli, Capodacqua, Caposomigiale, Cappuccini, Cariè, Carpello, Casa del Prete, Casa Pacico, Casale del Leure, Casale della Macchia, Casale di Morro, Casale di Scopoli, Cascito, Casco dell'Acqua, Casenove, Casette di Cupigliolo, Casevecchie, Cassignano, Castello di Morro, Castretto, Cavallara, Cave, Cerritello, Chieve, Cifo, Civitella, Colfiorito, Collazzolo, Colle di Verchiano, Colle San Giovanni, Colle San Lorenzo, Colle Scandolaro, Collelungo, Collenibbio, Colpernaco, Colpersico, Corvia, Costa di Arvello, Crescenti, Croce di Roccafranca, Croce di Verchiano, Cupacci, Cupigliolo, Cupoli, Curasci, Fiamenga, Fondi, Forcatura, Fraia, Hoffmann, La Franca, La Spiazza, La Valle, Leggiana, Liè, Maceratola, Maestà di Colfornaro, Madonna delle Grazie, Montarone, Morro, Navello, Orchi, Paciana, Palarne, Pale, Pallaia, Perticani, Pescara I, Pescara II, Pieve Fanonica, Pisenti, Poggiarello, Polveragna, Ponte San Lazzaro, Ponte Santa Lucia, Pontecentesimo, Popola, Rasiglia, Ravignano, Rio, Roccafranca, Roviglieto, San Bartolomeo, San Giovanni Profiamma, San Sebastiano, San Vittore, Sant'Eraclio, Santo Stefano dei Piccioni, Scafali, Scandolaro, Scanzano, Scopoli, Seggio, Serra Alta, Serra Bassa, Serrone, Sostino, Sterpete, Tenne, Tesina, Tito, Torre di Montefalco, Treggio, Uppello, Vallupo, Vegnole, Verchiano, Vescia, Vionica, Volperino

## 姉妹都市
フォリーニョは、以下の3つの自治体と姉妹都市（Città gemellate）である。
- ラ・ルヴィエール（ベルギー）[8] - 1996年
- 渋川市（日本）
  - 2000年5月23日 姉妹都市提携[9][10][11]

「日本のへそ」を自認する渋川市と「イタリアのへそ」（Centro d'Italia）を自負するフォリーニョとの、「へそ」を縁とする関係。1996年、渋川青年会議所がフォリーニョ市の選手を「日本のまんなか渋川駅伝」に招待、1997年9月にフォリーニョ市が渋川市側をクインターナ祭に招待。以後、イタリア中部地震（1997年）復興支援、全国へそのまちサミット渋川大会へのフォリーニョ市長特別参加（1999年）などを通じ交流を深める。
- ジェモーナ・デル・フリウーリ（イタリア）
  - 2001年11月22日 姉妹都市提携[13]

地震による被災経験を共有することから。ジェモーナ・デル・フリウーリは1976年のフリウリ地震の震源地で、大きな被害を出した。
フォリーニョは、オリーブオイル産地の自治体の団体 Associazione nazionale città dell'olio に加わる、Città dell'Olio の一つである。

## 自然・環境
湧水の湿地 Palude di Colfiorito は、ラムサール条約の定める「国際的に重要な湿地」に登録されている。イタリアのラムサール条約登録地一覧も参照。

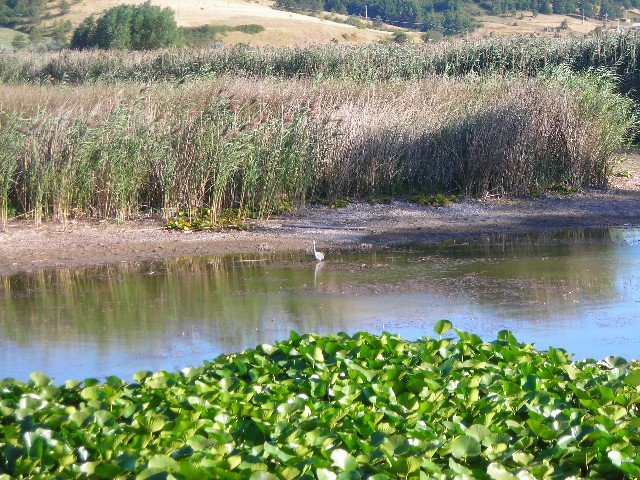